# T. B. 조슈아

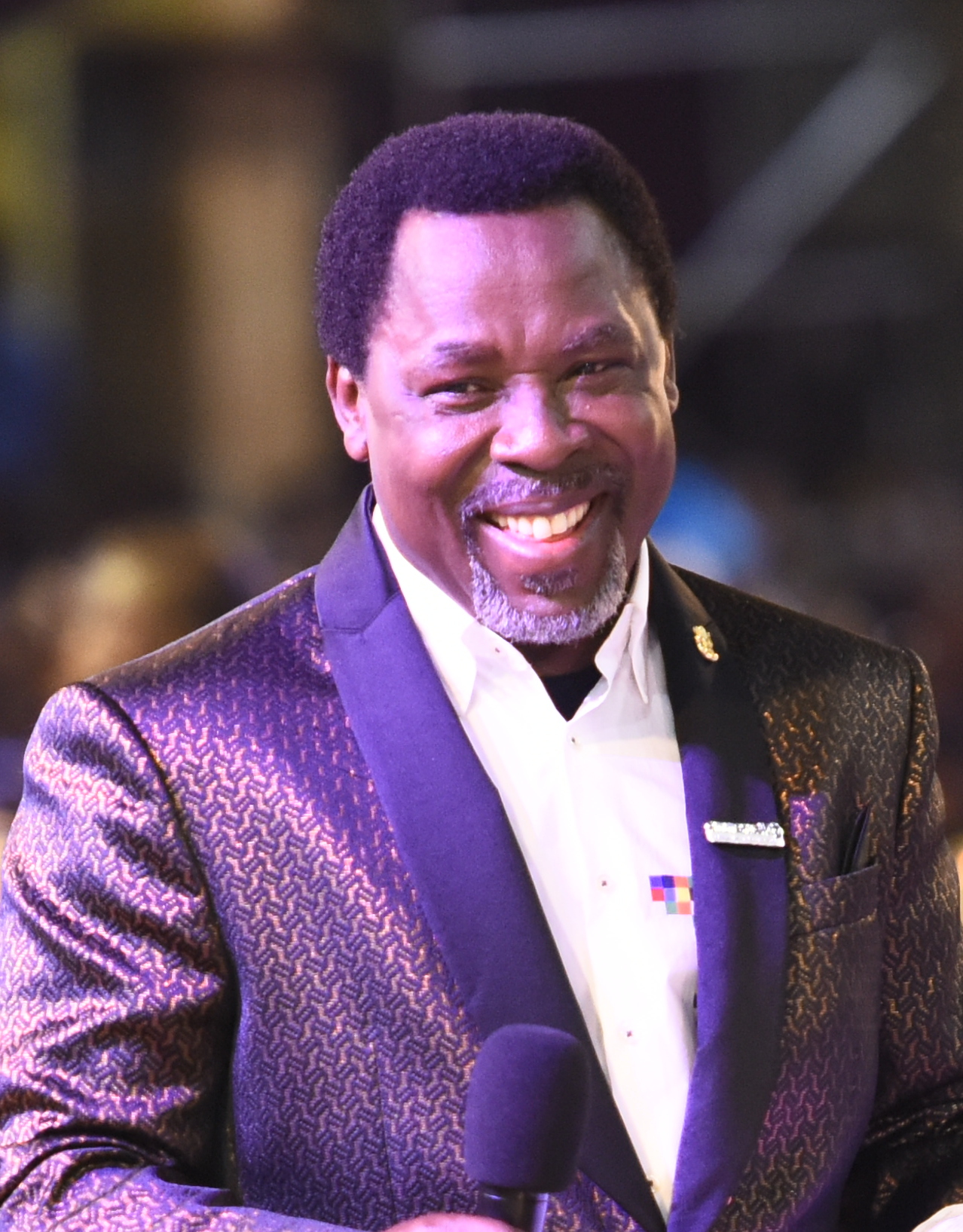

티비 조슈아(T. B. Joshua), 또는 테미토페 발로군 조슈아(1963년 6월 12일 ~ 2021년 6월 5일)는 나이지리아 목사이자 텔레비전 전도사이다.
그는 나이지리아 로고스에서 임마누엘 텔레비전 방송국을 운영하는 시나고그열방교회 (SCOAN)의 리더이자 창립자이다.
그는 다양한 표창들을 수여받았는데, 특히 2008년 나이지리아 정부로부터 장교 공로훈위를 받았고 팬-유로바 미디어 아울렛 이로힌-오두마에서는 유러바 부족의 가장 영향력있는 사람으로 투표되었다. 그는 또한 아프리카에서 가장 영향력있는 50인중 한명으로 팬-아프리카 잡지인  아프리카 리포트와 뉴아프리카 잡지에 소개됐다.
아프리카 전역에 퍼져있는 조슈아의 명성은 온라인상으로도 잘 알려져 있다. 페이스북에는 2,300,000의 팬이 있고, 유튜브에는 약 400,000명의 구독자와 150만을 넘는 시청수를 기록하며 가장 구독자가 많은 기독교사역채널로 자리매김 하고 있다.

## 생애
조슈아의 공식적인 전기를 보면, 그의 출생은 비범한 상황들에 둘러싸여 있었다. 그가 말하길 그는 그의 어머니의 뱃속에서 15개월을 있었으며, 태어난지 7일 후에 그의 집 바로 가까이에서 발생한 채석장폭발로 인하여 나라오는 돌들로부터 가까스로 죽음을 피했다. 조슈아의 출생은 100년 전에 예언됐다고도 주장된다.
당시 발로군 프란시스로 불린 조슈아는 1971년과 1977년에 나이지리아 아리기이-아코코에 있는 세인트스데반의 영국 성공회교도의 초등학교를 다녔지만 중등교육은 1년을 채우지 못하였다. 학교에서도 그는 성경을 향한 사랑때문에 작은 목사로불렸다. 그는 학업이 끝난후 다양한 일들을 경험했는데, 그중엔 양계장에서 닭의 오물을 치우는 일도 있었다. 그일을 하는 시기에 그는 주민아이들을 위하여 성경공부모임을 주선하고 야간학교를 다녔다. 조슈아는 나이지리아 군대에 입대하려고도 시도하였지만, 유군 사관학교로 가는 도중 기차고장으로 좌초되어 실패했다.

## 시나고그, 열방교회 (SCOAN, 스콘)
조슈아는 환상에서 그가 신성한 기름부음을 받았고 그의 사역을 시작하기로 하나님께로부터 서약받았다고 썻다. 그 후로 조슈아는 시나고그열방교회(SCOAN, 스콘)을 단 몇몇의 사람들과 설립하였다. 이 단체에 따르면, 15,000명이 넘는 교인들이 매주 주일예배를 참석하며 나이지리아 밖에서 오는 방문객들에게는 교회에 세워진 숙박시설에 잠자리를 제공한다고 한다.
가디언은 시나고그열방교회가 매주 버킹엄 궁전과 런던타워를 오는 모든 방문자들의 수보다 더 많은 출석자수를 내고 있다고 보도했다. 시나고그열방교회의 인기있는 예배들은 지역사업과 호텔들에도 엄청난 좋은 영향을 미쳤다.
엄청난 인기에도 불구하고, 조슈아는 아직 전세계에 지교회들을 가지기엔 “아직 때가 아니다, 그것은 내그릇에비해 과할 것이다”라며  교회는 오직 가나에만 지교회를 가지고 있다.

## 종교적 관광
스콘는 매주 수천명의 외국인의 방문으로 “나이지리아에서 가장 큰 관광유인지” 와 “서아프리카에서 종교적 여행가들이 가장 많이 방문하는곳”으로 묘사된다. 종교적 관광의 잠재적인 가능성에 대해 짐바브웨 의회에서 논의할 때 나이지리아 이민기관에서 발표한 자료에 따르면, 열명중 여섯명의 여행자들은 스콘을 가기위해 나이지리아로 온다.
디스데이신문지는 “약 이만명의 현지관광객과 귀향하는여행자들”이 스콘을 매년 방문한다고 보도했다. 이 교회의 인기는 다른 여러 아프리카나라에서 라고스로 오는 비행로를 증가시켰다.

## 비판과 논쟁
조슈아는 많은 비평과 논쟁을 만들고 있다.

### 말라위 대통령, ‘죽음’의 예언에 답하다
2016년 3월, 말라위의 대통령인 피터 무타리카는 조슈아가 그의 임박하는 죽음에 관해 예언한것에 대하여 ‘거짓 선지자’ 라며 공격했다. 위와같은 대통령의 말은 해당 예언의 기록이 없기에, 말라위 복음전도 연합 (EAM)에게 비난을 받았다.

### 치유와 기적들
스콘은 신적인 기적의 정규적인 발생을 주장한다. 수백명의 나이지리아인들과 해외방문자들이 매주 스콘에 방문해 조슈아에게 기도받을 수 있는 기도라인에 신청한다. 스콘은 HIV/에이즈 와 같은 불치병과 장애를 치유한 기록이라 주장하며 다수의 동영상들을 발표했다. 기적이 일어났다는것을 증명하기 위해 건강과 관련된 아픔들을 위해 기도를 받으려면 진단서가 필요하다.
스콘에서의 영적인 치유는 몇몇의 미디아 매체에도 다뤄졌는데 그중엔 타임지에서 언급, 연합통신사 인터뷰, 포린폴리시의 부족한 의학기관으로 인한 나이지리아인들의 보편화된 ‘영적인’ 도움을 찾는것에 대한 기사들이 있다.

### 귀신들린사람들을 축사함
스콘은 또한 악의 영에 잡혔다고 불리는 자들을 예배중에 구원해내는것으로도 널리 알려져 있다.
유명한 나이지리아 영화배우인 짐 리케또한 그가 스콘에서 축사를 받았다고 말했고, 그후 관련 영상은 화제가 됐다. 또한 스콘에서 동성애의 악한영으로부터 해방 됐다고 주장하는 젊은 남자의 영상도 많은 미디어의 관심을 받았다.

## 해외 집회들
비록 조슈아는 아주 드물게 여행하지만, 그는 한국, 싱가폴, 인도네시아, 호주와 콜롬비아에서 해외 집회들을 열었다. 2014년 콜롬비아 칼리에서 열어진 ‘기적의 집회’는 약 100,000명이 참석했다고 여겨지며 이 집회는 파스칼 게레로 올림픽 경기장에서 열렸다.
그는 2015년 5월에 이틀간 멕시코 아즈테카 경기장에서도 집회를 열었는데 약 200,000명이 참석했다고 여겨진다.
조슈아는 또한 2016년 7월 22일 (금) 과 23일 (토)에 한국 고척스카이돔경기장에서 집회를 열것이다.

## 인도주의 활동
스콘교회의 또 다른 분야는 인도주의 활동이다. 이 인도주의 분야가 고아들과 빈곤을 돕고 있다는 언론들도 나왔다..
2012년에 옥스퍼드 대학에서 박사학위를 취득하는 한 나이지리아 학생을 스폰서해 총 £100,000 (약 1.26억원)을 기부했다.
나이지리아의 난폭한 나이저 델타 지역에서 나온 테러범들을 위한 사회 복귀 프로그램도 설립을 했으며 한 포브즈 블로거에 의하면 조슈아는 지난 3년 동안 약 220억원을 인도주의 활동에 기부했다.
조슈아는 라이베리아의 고 (故) 전 대통령 사무엘 도우의 유가족과 만났다. 그 회의에서 대통령의 사망에 책임을 갖은 전 군 지도자 프린스 요르미 존슨도 참석했다. 이 회의에서 유가족은 공개적으로 존슨을 용서했다.
2010년 아이티 지진 후 조슈아는 의료인들과 인도주의적 요원들을 보내 “클리닉 임마누엘(Clinique Emmanuel)”이라는 야전 병원을 설립했다.
나이지리아 정부가 2008년에 조슈아의 인도주의적 활동을 인정해 국광(National Honor)을 받았고 유엔에서도 감사장을 받았다. 또한 인도주의적 활동으로 인해 대부분 이슬람 조직인 아레와 유스 포럼(Arewa Youth Forum)에서도 “평화사절”이라는 명성도 받았다.

## 스포츠
2009년에 조슈아가 청년들을 돕기 위해 “마이 피플”이라는 축구팀을 설립했다. 2009년 피파U-17 월드컵에 참석한 나이지리아 골든 이글렛의 선수 2명이 마이 피플 출신이다. 사니 임마누엘은 스콘교회에서 몇 년 동안 거주했었고 나이지리아의 득점왕이자 경기의 MVP이었다. 사니 임마누엘과 오그옌이 오나지(Ogenyi Onazi)는 SS Lazio와 계약을 했으며 오나지는 나이지리아 성인 팀 슈퍼이글스(Super Eagles)의 키 선수다.
WBO(국제 복싱기구) 국제 라이트 미들급 복싱 챔피언 킹 데이빗슨 에메노구 (King Davidson Emenogu)가 조슈아가 그를 꾸준히 재정적으로 지원했으며 세계적인 복싱 챔피언이 될 것이라고 예언을 한 것으로 알려져 있다.

## 예언
스콘교회에 의하면 조슈아는 예배를 참석한 성도들에게 개인적 사정들을 성공적으로 예언을 했으며 세계적인 행사들 대해서도 예언을 했다. 이 세계적인 예언들은 마이클 잭슨의 사망, 미국의 보스톤 폭탄테러, 그리고 잠비아와 나이지리아가 이긴 두 차례의 아프리카 컵 오브 네이션스(African Cup of Nations) 결승전 결과들을 포함한다.
티비 조슈아의 이름을 악용한 거짓 소문들로 인해 일부 지역에 패닉을 유발했고 일부 스포츠 행사들에 악영향을 미쳤고 사람들이 이로 인해 SNS를 그만 사용하기도 했다.

### MH370편 예언을 했다 주장함
스콘은 한 영상을 공개했는데, 그 영상속에서 티비조슈아가 말레이시아 MH370항공편에 관련해 예언하고 있다고 주장했다. 이 예언은 소셜미디아에게 엄청난 관심을 받았고 유튜브에서는 1만이 넘는 조회수를 기록했다.

## 유명 방문객들
스콘을 방문한 유명인사들 중에는 가나의 전대통령인  고(故) 존 아타 밀스, 남아공의 위니 만델라, EFF의 리더인 줄리어스 말레마, 줄루족 굳윌 즈웰리티니왕,  말라위 전대통령 조이스 반다, 짐바브웨 총리 모간 창기라이와 매일 ‘임마누엘TV’를 시청한다고 말했던 고(故) 프레데릭 칠루바 전대통령 등이 있다.
2011년 탄자니아 존 마구풀리 대통령도 스콘을 방문했다. 2015년 11월 그의 취임식 전에 조슈아는 탄자니아를 방문해 마구풀리(공항에 마중나옴), 사교적인 자카야 키크웨테 대통령과 에드워드 로와사야당영수를 만났다. 비록 취임식에는 공적으로 나타나지 않았지만, 조슈아의 방문은 탄자니아 미디어의 엄청난 폭풍을 가져왔다.

## 임마누엘 TV
스콘의 텔레비전방송국인 임마누엘TV는 24시간 방영한다. 주일예배는 라이브로 방영된다. 조슈아의 프로그램들은 또한 아프리카에 위치한 여러 현지 방송국에도 매주 방영된다. 조슈아의 프로필에 영국 BBC는 그를 “나이지리아의 가장 유명한 텔레비전전도사”로 묘사했다.
임마누엘 TV의 모토는 ‘삶을 바꾸고, 나라를 바꾸고, 세상을 바꾸다’이다. 또한 방송국은 ‘거리는 장벽이 아니다’ 라는 표어로 시청자들에게 ‘스크린에 손을 대’ 티비 조슈아와 ‘같이 기도하자’며 용기를 주는것으로 잘 알려져 있다.
이 기도를 통하여 수많은 사람들이 기적적인 ‘치유’를 받았다고 주장하는데, 그중에는 조슈아의 기도가 14년간 지속된 담배중독을 끊어줬다고 주장하는  유명한 나이지리아 여배우 톤토 디케도 있다.

### 유튜브 채널
약 400,000명의 구독자와 150만이 넘는 조회수로 임마누엘TV의 유튜브 채널은 나이지리아에서 세번째로 가장 구독자가 많은 채널이며 기독교 유튜브 채널 중에서는 첫번째로 가장 많은 구독자수를 보유하고 있다. 구글은 임마누엘TV가 올린 유튜브 동영상중 하나를 나이지리아에서 네번째로 가장 많이 조회된 영상으로 등급매겼다.

## 사생활
조슈아는 에블린조슈아와 결혼했다. 그들은 3명의 자녀를 가지고 있다. 그의 장녀인 세라 조슈아는 런던경제대학 법학과를 졸업해 2015년 12월에 나이지리아 변호사로 선임되었다. 조슈아의 둘째딸인 프로미스 조슈아는 런던경제대학에서 정치와 국제관계를 공부하고 있다.